# Deus Ex (seria)
| Gra                      | GameRankings                           | Metacritic                         |
| ------------------------ | -------------------------------------- | ---------------------------------- |
| Deus Ex                  | 91,57% (PC)                            | 90/100 (PC)                        |
| Deus Ex: Invisible War   | 83,52% (PC) 85,36% (Xbox)              | 80/100 (PC) 84/100 (Xbox)          |
| Deus Ex: Bunt ludzkości  | 90,00% (PC) 89,89% (PS3) 89,41% (X360) | 90/100 (PC) 89/100 (PS3) 89 (X360) |
| Deus Ex: The Fall        |                                        | (iOS) 69 (PC) 45                   |
| Deus Ex Go               |                                        | (iOS) 81                           |
| Deus Ex: Mankind Divided |                                        | (PS4) 84 (PC) 83 (XONE) 83         |

Deus Ex – seria gier komputerowych łączących gatunki strzelanki pierwszoosobowej i fabularnej gry akcji stworzonych przez firmy Ion Storm i Eidos Montreal. Akcja rozgrywa się w cyberpunkowym świecie.

## Gry

### Deus Ex
Akcja gry umiejscowiona jest w dystopijnym świecie lat 50. XXI wieku. Głównym bohaterem jest JC Denton, który pracuje dla United Nations Anti-Terrorist Coalition (UNATCO) walcząc z terrorystami. Gra ukazała się 23 czerwca 2000 roku na platformę Microsoft Windows. Porty gry ukazały się również na Mac OS, PlayStation 2 oraz w usłudze PlayStation Network na PlayStation 3.

### Deus Ex: Invisible War
Fabuła rozgrywa się dwadzieścia lat po wydarzeniach z Deus Ex. Gracz steruje poczynaniami Aleksa Dentona, brata JC. Gra została wydana 2 grudnia 2003 roku na platformy Microsoft Windows i Xbox.

### Deus Ex: Bunt ludzkości
Akcja rozgrywa się w roku 2027, 25 lat przed pierwszą częścią serii. Gracz wciela się w Adama Jensena, pracownika firmy biotechnologicznej Sarif Industries. Premiera odbyła się 23 sierpnia 2011 roku na platformy Microsoft Windows, PlayStation 3 i Xbox 360 oraz 26 kwietnia 2012 roku na OS X.

### Deus Ex: The Fall
Fabularna gra akcji na systemy iOS i Android, której akcja rozgrywa się w 2027 roku. Została stworzona przez N-Fusion we współpracy z Eidos Montreal. Gra jest pierwszym epizodem nowej serii i zostały zastosowane w niej mikropłatności.

### Deus Ex: Rozłam ludzkości
Kontynuacja Buntu ludzkości, której premiera miała miejsce 23 sierpnia 2016.

## Film
15 listopada 2012 roku ujawniono, że Scott Derrickson wyreżyseruje i napisze wspólnie z Robertem Cargillem scenariusz do filmu na podstawie Deus Ex: Bunt ludzkości. Producentami filmu zostali Roy Lee oraz Adrian Askarieh.